# نو (حيوان)
النَّو (باللاتينية: Connochaetes) هو جنس من فصيلة البقريات. حيوان مميز الشكل، حيث يجمع بين رأس وقرني الثور، ووجه البقرة، وذيل وشعر الحصان، كما يصدر صوت يشبه صوت ضفدع ضخم. يصل طول النو حتى متر ونصف تقريباً كما يزن أكثر من 274 كيلوجراماً، يقل وزن الأنثى قليلاً حيث يصل إلى 230 كيلوجراماً.
يغطي جسم النو جلد سميك أملس ناعم يتدرج لونه من البني الداكن اللامع حتى الأسود، كما تتدلى أسفل الذقن لحية بيضاء من خصلات الشعر، وتوجد حيوانات منه ذات لحية سوداء. له زوج من القرون المقوسة ذات سطح أملس وأذنان طويلتان وذيل أسود طويل يصل طوله إلى الأرض تقريباً.

## التصنيف
ينتمى النو إلى عائلة من الحيوانات يطلق عليها عائلة البقر الوحشي الراعي، ويعد أكبر حيوانات تلك العائلة، ويوجد نوعان أساسيان منه هما :
- النو الأزرق.
- النو الأسود.

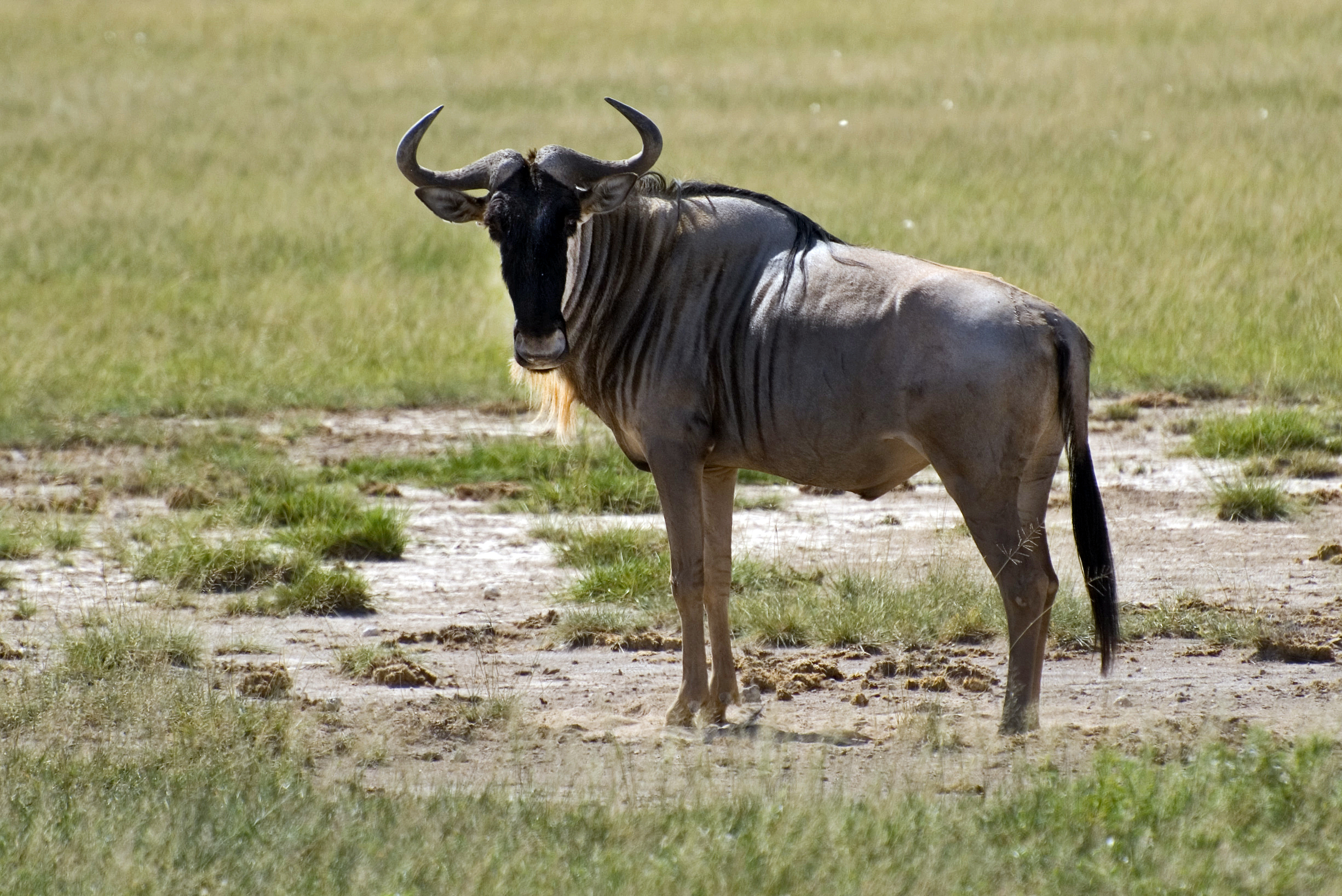
نو موجود في حظيرة أمبُسُولي
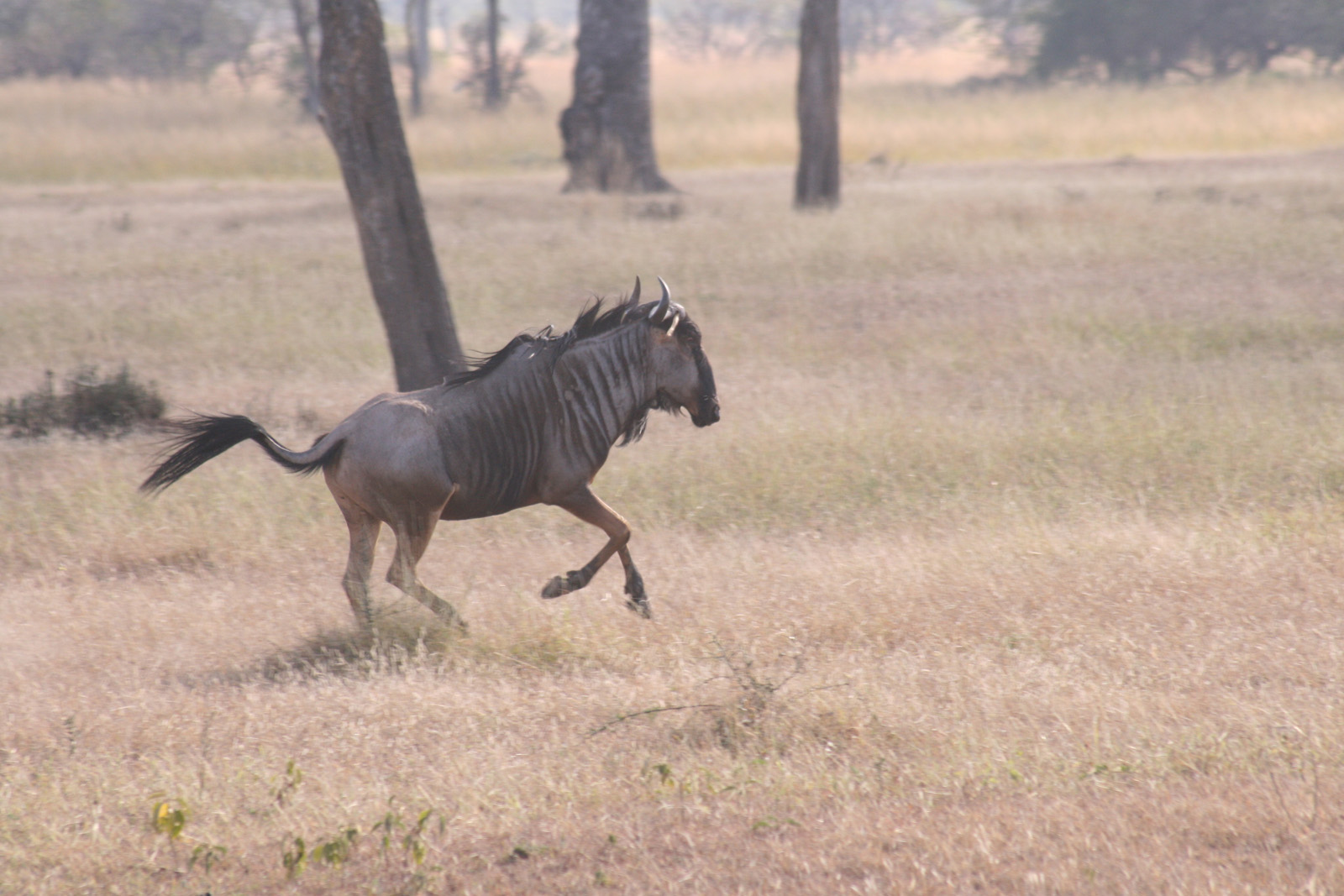
نو موجود بحظيرة ميكمي الوطنية
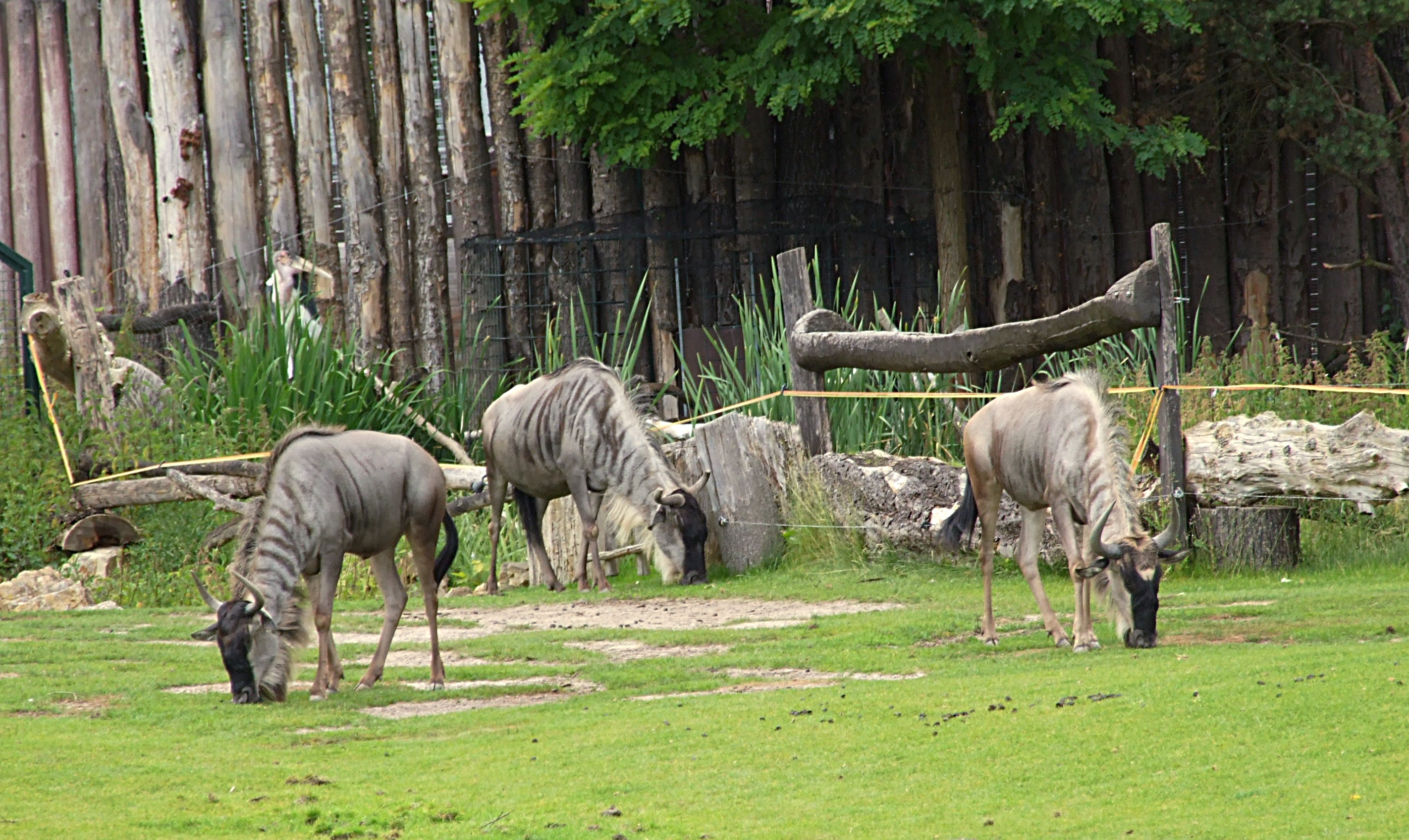
نو موجود بحديقة الحيوانات ليبزيج

## حياته

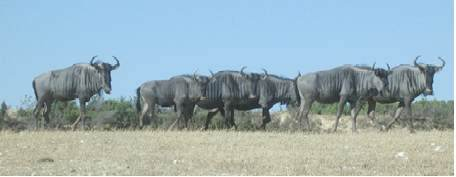
قطيع من النوّ

يعيش النو في مجموعات كبيرة قد يصل عددها لعشرات الآلاف، يقوم ذلك القطيع بالكبير بالهجرة إلى شمال كينيا كل عام مع بداية شهور الصيف لمسافة تتعدى 800 ميل تقريباً، بحثاً عن الطعام والماء ومع أوائل شهر نوفمبر يعود القطيع إلى موطنه الأصلي

## المفترسات
- تعتبر النو من الحيوانات الأساسية في أفريقيا وتعتبر قطعان النوّ من القطعان المعرضة للافتراس من طرف الحيوانات المفترسة وأشهر مفترسيها الأسود خاصة اللبؤات وكذلك النمر الإفريقي والفهود والضباع.

## الوصف
- الارتفاع حتى الكاهل: 127 - 147 سم.
- الوزن: 190 - 280 للذكور، 120 - 180 للإناث.
- الحمل: 8 أشهر.
- عدد الحمل: 1 عادة.
- العمر: 20 سنة.
- السرعة القصوى: 65 كلم/ساعة.